# Medalhistas olímpicos da natação artística
Segue a lista das medalhistas olímpicas da natação artística:

## Dueto
| Evento                      | Ouro                                               | Prata                                              | Bronze                                                 |
| --------------------------- | -------------------------------------------------- | -------------------------------------------------- | ------------------------------------------------------ |
| Los Angeles 1984 (detalhes) | Candace Costie Tracie Ruiz USA Estados Unidos      | Sharon Hambrook Kelly Kryczka CAN Canadá           | Saeko Kimura Miwako Motoyoshi JPN Japão                |
| Seul 1988 (detalhes)        | Michelle Cameron Carolyn Waldo CAN Canadá          | Karen Josephson Sarah Josephson USA Estados Unidos | Mikako Kotani Miyako Tanaka JPN Japão                  |
| Barcelona 1992 (detalhes)   | Karen Josephson Sarah Josephson USA Estados Unidos | Penny Vilagos Vicky Vilagos CAN Canadá             | Fumiko Okuno Aki Takayama JPN Japão                    |
| Sydney 2000 (detalhes)      | Olga Brusnikina Maria Kisseleva RUS Rússia         | Miya Tachibana Miho Takeda JPN Japão               | Virginie Dedieu Myriam Lignot FRA França               |
| Atenas 2004 (detalhes)      | Anastasia Davydova Anastasia Ermakova RUS Rússia   | Miya Tachibana Miho Takeda JPN Japão               | Alison Bartosik Anna Kozlova USA Estados Unidos        |
| Pequim 2008 (detalhes)      | Anastasia Davydova Anastasia Ermakova RUS Rússia   | Andrea Fuentes Gemma Mengual ESP Espanha           | Saho Harada Emiko Suzuki JPN Japão                     |
| Londres 2012 (detalhes)     | Natalia Ishchenko Svetlana Romashina RUS Rússia    | Ona Carbonell Andrea Fuentes ESP Espanha           | Huang Xuechen Liu Ou CHN China                         |
| Rio 2016 (detalhes)         | Natalia Ishchenko Svetlana Romashina RUS Rússia    | Huang Xuechen Sun Wenyan CHN China                 | Yukiko Inui Risako Mitsui JPN Japão                    |
| Tóquio 2020 (detalhes)      | Svetlana Kolesnichenko Svetlana Romashina ROC      | Huang Xuechen Sun Wenyan CHN China                 | Marta Fiedina Anastasiya Savchuk UKR Ucrânia           |
| Paris 2024 (detalhes)       | Wang Liuyi Wang Qianyi CHN China                   | Kate Shortman Isabelle Thorpe GBR Grã-Bretanha     | Bregje de Brouwer Noortje de Brouwer NED Países Baixos |

## Equipes
| Evento                  | Ouro | Prata | Bronze |
| ----------------------- | --- | --- | --- |
| Atlanta 1996 (detalhes) | Suzannah Bianco Tammy Cleland Becky Dyroen-Lancer Heather Pease Jill Savery Nathalie Schneyder Heather Simmons-Carrasco Jill Suddeth Emily Lesueur Margot Thien USA Estados Unidos | Karen Clark Sylvie Frechette Janice Bremner Karen Fonteyne Christine Larsen Erin Woodley Cari Read Lisa Alexander Valerie Hould-Marchand Kasia Kulesza CAN Canadá | Miya Tachibana Akiko Kawase Rei Jimbo Miho Takeda Raika Fujii Miho Kawabe Junko Tanaka Riho Nakajima Mayuko Fujiki Kaori Takahashi JPN Japão             |
| Sydney 2000 (detalhes)  | Elena Azarova Olga Brusnikina Maria Kisseleva Olga Novokshchenova Irina Perchina Elena Soia Yulia Vasilieva Olga Vassuoukova Elena Antonova RUS Rússia                             | Ayano Egami Raika Fujii Yoko Isoda Rei Jimbo Miya Tachibana Miho Takeda Yoko Yoneda Yuko Yoneda Juri Tatsumi JPN Japão                                            | Lyne Beaumont Claire Carver-Dias Erin Chan Cathrine Garceau Fanny Létourneau Kristin Normand Jacinthe Taillon Reidun Tatham Jessica Chase CAN Canadá     |
| Atenas 2004 (detalhes)  | Elena Azarova Olga Brusnikina Anastasia Davydova Anastasia Ermakova Elvira Khasyanova Maria Kiseleva Olga Novokshchenova Anna Shorina RUS Rússia                                   | Michiyo Fujimaru Saho Harada Kanako Kitao Emiko Suzuki Miya Tachibana Miho Takeda Juri Tatsumi Yoko Yoneda JPN Japão                                              | Alison Bartosik Tamara Crow Rebecca Jasontek Anna Kozlova Sara Lowe Lauren McFall Stephanie Nesbitt Kendra Zanotto USA Estados Unidos                    |
| Pequim 2008 (detalhes)  | Anastasia Davydova Anastasia Ermakova Maria Gromova Natalia Ishchenko Elvira Khasyanova Olga Kuzhela Yelena Ovchinnikova Anna Shorina Svetlana Romashina RUS Rússia                | Alba María Cabello Raquel Corral Andrea Fuentes Gemma Mengual Thaïs Henríquez Laura López Gisela Morón Irina Rodríguez Paola Tirados ESP Espanha                  | Gu Beibei Huang Xuechen Jiang Tingting Jiang Wenwen Liu Ou Luo Xi Sun Qiuting Wang Na Zhang Xiaohuan CHN China                                           |
| Londres 2012 (detalhes) | Anastasia Davydova Maria Gromova Natalia Ischenko Elvira Khasyanova Daria Korobova Aleksandra Patskevich Svetlana Romashina Alla Shishkina Anzhelika Timanina RUS Rússia           | Chang Si Chen Xiaojun Huang Xuechen Jiang Tingting Jiang Wenwen Liu Ou Luo Xi Sun Wenyan Wu Yiwen CHN China                                                       | Clara Basiana Alba María Cabello Ona Carbonell Margalida Crespí Andrea Fuentes Thaïs Henríquez Paula Klamburg Irene Montrucchio Laia Pons ESP Espanha    |
| Rio 2016 (detalhes)     | Vlada Chigireva Natalia Ishchenko Svetlana Kolesnichenko Aleksandra Patskevich Svetlana Romashina Alla Shishkina Maria Shurochkina Gelena Topilina Elena Prokofyeva RUS Rússia     | Gu Xiao Guo Li Li Xiaolu Liang Xinping Sun Wenyan Tang Mengni Yin Chengxin Zeng Zhen Huang Xuechen CHN China                                                      | Aika Hakoyama Yukiko Inui Kei Marumo Risako Mitsui Kanami Nakamaki Mai Nakamura Kano Omata Kurumi Yoshida Aiko Hayashi JPN Japão                         |
| Tóquio 2020 (detalhes)  | Vlada Chigireva Marina Goliadkina Svetlana Kolesnichenko Polina Komar Alexandra Patskevich Svetlana Romashina Alla Shishkina Maria Shurochkina ROC                                 | Feng Yu Guo Li Huang Xuechen Liang Xinping Sun Wenyan Wang Qianyi Xiao Yanning Yin Chengxin CHN China                                                             | Vladyslava Aleksiiva Maryna Aleksiiva Marta Fiedina Kateryna Reznik Anastasiya Savchuk Alina Shynkarenko Kseniya Sydorenko Yelyzaveta Yakhno UKR Ucrânia |
| Paris 2024 (detalhes)   | Chang Hao Feng Yu Wang Ciyue Wang Liuyi Wang Qianyi Xiang Binxuan Xiao Yanning Zhang Yayi CHN China                                                                                | Anita Alvarez Jaime Czarkowski Megumi Field Keana Hunter Audrey Kwon Jacklyn Luu Daniella Ramirez Ruby Remati USA Estados Unidos                                  | Txell Ferré Marina García Polo Lilou Lluís Valette Meritxell Mas Alisa Ozhogina Paula Ramírez Iris Tió Blanca Toledano ESP Espanha                       |

## Solo
| Evento                      | Ouro                                                        | Prata                          | Bronze                     |
| --------------------------- | ----------------------------------------------------------- | ------------------------------ | -------------------------- |
| Los Angeles 1984 (detalhes) | Tracie Ruiz USA Estados Unidos                              | Carolyn Waldo CAN Canadá       | Miwako Motoyoshi JPN Japão |
| Seul 1988 (detalhes)        | Carolyn Waldo CAN Canadá                                    | Tracie Ruiz USA Estados Unidos | Mikako Kotani JPN Japão    |
| Barcelona 1992 (detalhes)   | Kristen Babb USA Estados Unidos Sylvie Fréchette CAN Canadá | nenhum                         | Fumiko Okuno JPN Japão     |